# My Song Your Song
My Song Your Song es el tercer álbum de Ikimono Gakari, lanzado el 24 de diciembre de 2008. 
Está compuesto de 14 temas de los cuales 4 fueron lanzados como sencillos antes de la salida del álbum al mercado.
My Song Your Song se convierte en un éxito en su salida al mercado, Ikimono Gakari supera sus dos álbumes anteriores, llegando a vender 446 000 copias, y con esto, doblando las ventas tanto de Sakura Saku Machi Monogatari como de Life Album.
El álbum llega al #1 en el Ranking japonés Oricon, convirtiéndose en el primer álbum de la banda en recibir este honor permaneciendo nada más y nada menos que 45 semanas.
Sus ventas lo convirtieron en el álbum #14 del Top 100 Oricon del 2009.

## Lista de canciones
1. Planetarium (プラネタリウム) – 5:58
2. Kimagure Romantic (気まぐれロマンティック) – 4:04 "Romance caprichoso"
3. Blue Bird (ブルーバード) – 3:38
4. Spice Magic (スパイス・マジック) – 4:47
5. Kagebōshi (かげぼうし) – 4:49 "Silueta"
6. Kaeritaku Natta yo (帰りたくなったよ) – 6:07 "Quiero irme a casa ahora"
7. Message – 4:21
8. Happy Smile Again – 4:31
9. Kuchizuke (くちづけ) – 4:23 "Beso"
10. Boku wa Koko ni Iru (僕はここにいる) – 5:05 "Estoy aquí"
11. Boogie Woogie (プギウギ) – 4:37
12. Maboroshi (幻) – 5:57 "Fantasma"
13. Kokoro no Hana o Sakaseyō (心の花を咲かせよう) – 4:45 "Hagamos que las flores de nuestros corazones florezcan"
14. Kaeritaku Natta yo -acoustic version- (帰りたくなったよ -acoustic version-) – 4:14

## Regrabaciones
Ikimono Gakari acostumbra a rescatar y regrabar temas que compusieron para sus anteriores álbumes Indies para incorporarlos con un sonido más limpio en sus álbumes como major.
En My Song Your Song se puede encontrar el tema Kuchizuke de Jinsei Sugoroku Dabe (2005).
- Datos: Q1074306